# Gauliga Südthüringen
Die Gauliga Südthüringen war eine der obersten Fußballligen des Verbandes Mitteldeutscher Ballspiel-Vereine (VMBV). Sie wurde 1910 gegründet und bestand bis zur Auflösung des VMBV 1933. Der Sieger qualifizierte sich für die Endrunde der mitteldeutschen Fußballmeisterschaft.

## Überblick
Am 16. Februar 1908 wurde in Coburg der Verband Vereinigung Thüringisch-Fränkischer Ballspiel-Vereine gegründet. In diesem spielten Mannschaften aus Coburg, Sonneberg, Oberlind, Neustadt bei Coburg und Lichtenfels. Der Verband war anfangs noch kein Mitglied im VMBV und spielte eine eigene Fußballmeisterschaft aus. Am 5. Juni 1910 wurde beschlossen, dass der Verband dem VMBV beitritt. Für die Vereine wurde der Gau Südthüringen geschaffen, die oberste Liga startete mit fünf teilnehmenden Mannschaften.
Mit Beginn des Ersten Weltkrieges stockte der Spielbetrieb. Anders als in andere Gauligen fanden während der ganzen Kriegszeit keine Verbandsspiele im Gau Südthüringen statt. Ab der  Spielzeit 1918/19 war die Gauliga Südthüringen nur noch zweitklassig. Mit der Kreisliga Thüringen wurde eine neue oberste Spielklasse geschaffen, die neben dem Gau Südthüringen noch die Gaue Kyffhäuser, Nordthüringen, Ostthüringen, Wartburg und Westthüringen beinhaltete. Der VMBV entschloss sich dann 1919, auch die restlichen Gaue im Verbandsgebiet zu Kreisligen zusammenzufassen. Zur Spielzeit 1923/24 wurden die Kreisligen wieder abgeschafft, die Gauliga Südthüringen war fortan wieder erstklassig und wurde mit zehn Teilnehmern ausgespielt. 
Im Zuge der Gleichschaltung wurde der VMBV und demzufolge auch die Gauliga Südthüringen, wenige Monate nach der Machtübernahme der Nationalsozialisten im Jahre 1933 aufgelöst. Das Ligengebiet wurde geteilt, die Vereine aus dem thüringischen Gebiet wurden dem Fußballgau Mitte, die Vereine aus Bayern dem Fußballgau Bayern zugeordnet. Der Gaumeister der Spielzeit 1932/33 erhielt einen Startplatz in der zukünftig erstklassigen Gauliga Mitte, die weiteren Mannschaften wurden in den unteren Spielklassen eingeordnet. 
Während des Bestehens der Gauliga Südthüringen konnten sich einige Vereine die Gaumeisterschaft sichern. Der 1. FC Sonneberg und der Coburger FC konnten in den Spielzeiten vor dem Ersten Weltkrieg je zweimal die Gaumeisterschaft gewinnen. In den 1920ern dominierte anfangs der SC 06 Oberlind, der zwischen 1923 und 1928 vier von fünf ausgespielten Gaumeisterschaften gewann. Anfang der 1930er erstarkte der SV 08 Steinach und gewann dreimal die Liga. Jeweils einmal zu Meisterschaftsehren kamen der 1. FC 1907 Lauscha und der VfL 1907 Neustadt. Der inzwischen in VfB 1907 Coburg umbenannte konnte sich 1928/29 seine dritte Meisterschaft sichern.

## Einordnung
Die übermäßige Anzahl an erstklassigen Gauligen innerhalb des VMBVs hatte eine Verwässerung des Spielniveaus verursacht, es gab teilweise zweistellige Ergebnisse in den mitteldeutschen Fußballendrunden. Die Vereine aus der Gauliga Südthüringen gehörten zu den spielstärkeren Vereinen im Verband. Bereits bei der ersten Teilnahme an der mitteldeutschen Fußballendrunde 1911/12 erreichte der 1. SC Sonneberg das Halbfinale, verlor dieses aber gegen den späteren mitteldeutschen Fußballmeister SpVgg 1899 Leipzig-Lindenau mit 0:6. In der folgenden Saison spielten die vom Verband als spielschwächer eingeschätzten Gaue eine eigene Spielrunde. Diese gewann der Coburger FC und qualifizierte sich dadurch für das Finale der mitteldeutschen Fußballendrunde. Das am 13. April 1913 ausgetragene Finale ging jedoch mit 0:6 gegen den VfB Leipzig verloren. In den 1920er erreichte der SC Oberlind zweimal und der VfB Coburg einmal das Halbfinale der mitteldeutschen Fußballendrunde.
In der ab 1933 eingeführten erstklassigen Gauliga Mitte gehörte der SV 08 Steinach anfangs ebenfalls zu den stärkeren Vereinen und konnte sich 1933/34 die Gauvizemeisterschaft sichern. Ansonsten gelang mit dem 1. FC Lauscha nur noch einem weiteren Verein aus dem ehemaligen Gau Südthüringen bis 1944 der Sprung in die Gauliga Mitte. Der VfB Coburg spielte Mitte der 1930er zwei Spielzeiten in der Gauliga Bayern.

## Meister der Gauliga Südthüringen 1911–1933
| Jahr    | Gaumeister Südthüringen | Abschneiden mitteldt. Meisterschaft a | Mitteldeutscher Meister       |
| ------- | ----------------------- | ------------------------------------- | ----------------------------- |
| 1910/11 | 1. FC Sonneberg         | keine Teilnahme                       | VfB Leipzig                   |
| 1911/12 | 1. FC Sonneberg         | Halbfinale (3)                        | SpVgg 1899 Leipzig-Lindenau   |
| 1912/13 | Coburger FC             | Finale (4)                            | VfB Leipzig                   |
| 1913/14 | Coburger FC             | Achtelfinale (2)                      | SpVgg 1899 Leipzig-Lindenau   |
| 1914/15 | keine Verbandsspiele    | keine Verbandsspiele                  | keine mitteldeutsche Endrunde |
| 1915/16 | keine Verbandsspiele    | keine Verbandsspiele                  | FC Eintracht Leipzig          |
| 1916/17 | keine Verbandsspiele    | keine Verbandsspiele                  | Hallescher FC 1896            |
| 1917/18 | keine Verbandsspiele    | keine Verbandsspiele                  | VfB Leipzig                   |
| 1918/19 | Kreisliga Thüringen     | Kreisliga Thüringen                   | Hallescher FC 1896            |
| 1919/20 | Kreisliga Thüringen     | Kreisliga Thüringen                   | VfB Leipzig                   |
| 1920/21 | Kreisliga Thüringen     | Kreisliga Thüringen                   | FC Wacker Halle               |
| 1921/22 | Kreisliga Thüringen     | Kreisliga Thüringen                   | SpVgg 1899 Leipzig-Lindenau   |
| 1922/23 | Kreisliga Thüringen     | Kreisliga Thüringen                   | SV Guts Muts Dresden          |
| 1923/24 | SC 06 Oberlind          | Viertelfinale (3)                     | SpVgg 1899 Leipzig-Lindenau   |
| 1924/25 | 1. FC 1907 Lauscha      | 2. Runde (2)                          | VfB Leipzig                   |
| 1925/26 | SC 06 Oberlind          | Halbfinale (4)                        | Dresdner SC                   |
| 1926/27 | SC 06 Oberlind          | Halbfinale (4)                        | VfB Leipzig                   |
| 1927/28 | SC 06 Oberlind          | 1. Vorrunde (1)                       | FC Wacker Halle               |
| 1928/29 | VfB 1907 Coburg         | Halbfinale (4)                        | Dresdner SC                   |
| 1929/30 | SV 08 Steinach          | Viertelfinale (3)                     | Dresdner SC                   |
| 1930/31 | VfL 1907 Neustadt       | 1. Vorrunde (1)                       | Dresdner SC                   |
| 1931/32 | SV 08 Steinach          | 1. Vorrunde (1)                       | PSV Chemnitz                  |
| 1932/33 | SV 08 Steinach          | Viertelfinale (3)                     | Dresdner SC                   |

## Rekordmeister
Rekordmeister der Gauliga Südthüringen ist der SC 06 Oberlind, der den Titel vier Mal gewinnen konnten.
|  | Verein                   | Titel | Jahr                               |
|  | ------------------------ | ----- | ---------------------------------- |
|  | SC 06 Oberlind           | 4     | 1923/24, 1925/26, 1926/27, 1927/28 |
|  | Coburger FC / VfB Coburg | 3     | 1912/13, 1913/14, 1928/29          |
|  | SV 08 Steinach           | 3     | 1929/30, 1931/32, 1932/33          |
|  | 1. FC Sonneberg          | 2     | 1910/11, 1911/12                   |
|  | 1. FC 1907 Lauscha       | 1     | 1924/25                            |
|  | VfL 1907 Neustadt        | 1     | 1930/31                            |

## Ewige Tabelle
Berücksichtigt sind alle überlieferten Spielzeiten der erstklassigen Gauliga Südthüringen von 1910 bis 1933. In der Spielzeit 1924/24 ist die Anzahl der geschossenen und erhaltenen Tore nicht überliefert.
| Pl. | Verein                                               | Jahre | Sp. | S   | U  | N  | T+  | T-  | Diff. | Punkte  | Ø-Pkt. | Titel | Spielzeiten                   |
| --- | ---------------------------------------------------- | ----- | --- | --- | -- | -- | --- | --- | ----- | ------- | ------ | ----- | ----------------------------- |
| 1.  | Coburger FC 1907/ VfB 1907 Coburg                    | 14    | 197 | 122 | 20 | 55 | 559 | 288 | +271  | 264:130 | 1,34   | 3     | 1910–1914, 1923–1933          |
| 2.  | SC 06 Oberlind                                       | 11    | 187 | 110 | 28 | 49 | 444 | 278 | +166  | 248:126 | 1,33   | 4     | 1910/11, 1923–1933            |
| 3.  | 1. FC 1907 Lauscha                                   | 10    | 178 | 94  | 33 | 51 | 365 | 239 | +126  | 221:135 | 1,24   | 1     | 1923–1933                     |
| 4.  | 1. FC Sonneberg/ TSV 1904 Sonneberg/ 1. SC Sonneberg | 14    | 199 | 95  | 31 | 73 | 413 | 315 | +98   | 221:177 | 1,11   | 2     | 1910–1914, 1923–1933          |
| 5.  | SV 08 Steinach                                       | 10    | 177 | 91  | 23 | 63 | 360 | 304 | +56   | 205:149 | 1,16   | 3     | 1923–1933                     |
| 6.  | SpVgg Neuhaus-Igelshieb                              | 9     | 157 | 41  | 28 | 88 | 188 | 368 | −180  | 110:204 | 0,7    | 0     | 1923–1925, 1926–1933          |
| 7.  | FC Adler Neustadt/ SV 07 Neustadt b                  | 8     | 114 | 41  | 24 | 49 | 211 | 204 | +7    | 106:122 | 0,93   | 0     | 1910/11, 1912/13, 1923–1929   |
| 8.  | FC Viktoria 09 Coburg                                | 8     | 138 | 43  | 18 | 77 | 205 | 363 | −158  | 104:172 | 0,75   | 0     | 1923–1927, 1929–1933          |
| 9.  | VfL 1907 Neustadt                                    | 4     | 74  | 44  | 11 | 19 | 182 | 96  | +86   | 99:49   | 1,34   | 1     | 1929–1933                     |
| 10. | Sportring Sonneberg 1910                             | 8     | 142 | 35  | 25 | 82 | 154 | 267 | −113  | 95:189  | 0,67   | 0     | 1923–1930, 1932/33            |
| 11. | SC 1903 Eisfeld                                      | 8     | 95  | 27  | 16 | 52 | 132 | 221 | −89   | 70:120  | 0,74   | 0     | 1911–1914, 1924–1928, 1930/31 |
| 12. | 1. FC 1910 Köppelsdorf                               | 5     | 89  | 19  | 16 | 54 | 141 | 257 | −116  | 54:124  | 0,61   | 0     | 1925/26, 1928–1932            |
| 13. | SC 1919 Effelder                                     | 3     | 53  | 15  | 6  | 32 | 65  | 83  | −18   | 36:70   | 0,68   | 0     | 1923/24, 1931–1933            |
| 14. | SC Fröhlich Neustadt b                               | 2     | 36  | 7   | 10 | 19 | 57  | 96  | −39   | 24:48   | 0,67   | 0     | 1927–1929                     |
| 15. | SC Mengersgereuth                                    | 1     | 20  | 2   | 2  | 16 | 33  | 65  | −32   | 6:34    | 0,3    | 0     | 1929/30                       |
| 16. | FC Kronach 08                                        | 2     | 10  | 1   | 1  | 8  | 9   | 74  | −65   | 3:17    | 0,3    | 0     | 1910–1912                     |
| 17. | 1. FC Michelau                                       | 1     | 0   | 0   | 0  | 0  | 0   | 0   | ±0    | 0:0     | 0      | 0     | 1913/14                       |